# Karena Mendes Pimenta
Karena Mendes Pimenta (1988) es una bióloga, botánica, agrostóloga, taxónoma, ilustradora, curadora y profesora brasileña.

## Biografía
En 2010, obtuvo la licenciatura en ciencias biológicas por la Universidad Estadual de Feira de Santana (UEFS); un máster en ciencias biológicas supervisado por la Dra. Reyjane Patricia de Oliveira (1976) defendiendo la tesis "Paspalum L. (Poaceae: Paniceae) na Chapada Diamantina, Bahía, Brasil", por la misma casa de altos estudios (2013), siendo becaria de la "Coordinación de Perfeccionamiento de Personal de Nivel Superior". Y, allí, desde 2010 es profesora, y pesquisadora.
Tiene experiencia en taxonomía vegetal y sistemática de monocotiledóneas, trabajando principalmente en levantamientos florísticos. Es ilustradora botánica, trabajando en la producción de dibujo científico para su publicación en revistas.

## Algunas publicaciones
- PIMENTA, KARENA M.; RUA, GABRIEL H.; LEITE, KELLY R. B.; OLIVEIRA, REYJANE P. 2013. Paspalum giuliettiae (Poaceae, Panicoideae), a New Grass from -Campos Rupestres’ of the Chapada Diamantina, Bahia, Brazil. Systematic Botany 38: 624-630

- CARVALHO, María L. S.; DÓREA, M. C.; PIMENTA, K. M.; de OLIVEIRA, Reyjane P. 2012. Piresia palmula: a New Species of Herbaceous Bamboo (Poaceae, Olyreae) Endemic to the Atlantic Rainforest, Southern Bahia, Brazil. Systematic Botany 37: 134-138

- PIMENTA, K. M.; DÓREA, C. D.; OLIVEIRA, R. P. 2012. Panicoideae (Poaceae) em remanescentes florestais do sul da Bahia: aspectos taxonômicos e ecológicos. Rodriguésia (en línea) 63: 933-955

### En Congresos
En 63.º Congresso Nacional de Botânica, Joinville - SC. - Botânica frente às mudanças globais, 2012
- PIMENTA, K. M.; RUA, G. H. ; LEITE, K. R. B. ; OLIVEIRA, R.P. Uma Nova Espécies de Paspalum L. (Poaceae, Panicoideae), endêmica dos Campos rupestras da Chapada Diamantina, Bahia, Brasil: evidências morfológicas e anatômicas
- PIMENTA, K. M.; DAMASCENA, L. S.; FRANÇA, F. MODELAGEM ESPACIAL DO NICHO DE ESPÉCIES IMPORTANTES NA SUBUNIDADE SAVANA ESTÉPICA PARQUE

En 62.º Congresso Nacional de Botânica, Fortaleza. Botânica e Desenvolvimento sustentável, 2011
- PIMENTA, K. M.; DÓREA, C. D.; OLIVEIRA, R. P. PANICOIDEAE (POACEAE) DE REMANESCENTES FLORESTAIS NA RESERVA ECOLÓGICA DA MICHELIN, SUL DA BAHIA: INFORMAÇÕES TAXONÔMICAS E ECOLÓGICAS
- CARVALHO, M. L. S.; DÓREA, M. C.; PIMENTA, K. M.; OLIVEIRA, R. P. Duas novas espécies de Piresia Swallen (Poaceae: Bambusoideae) endêmicas da Mata Atlântica do Nordeste do Brasil

- CARVALHO, M. L. S.; DÓREA, M. C.; PIMENTA, K. M.; OLIVEIRA, R. P. 2010. Uma nova espécie de Piresia (Poaceae, Bambusoideae, Olyrae) para a Mata Atlântica da Bahia, Brasil. In: Anales X Congreso Latinoamericano de Botánica, La Serena

- PIMENTA, K. M.; OLIVEIRA, R. P. 2010. Paspalum L. (Panicoideae: Poaceae) na Reserva Ecológica da Michelin, Igrapiúna, Bahia: informações taxonômicas e ecológicas. In: Semana de Biología da UFBA, Salvador. VI SEMBIO, p. 129-131

- PIMENTA, K. M.; DÓREA, C. D.; OLIVEIRA, R. P. 2010. Levantamento da Subfamília Chloridoideae (Poaceae) na Reserva Ecológica da Michelin, Igrapiúna, Bahia. In: XIV Seminário de Iniciação Científica da UEFS: Ciência e Sustentabilidade, Feira de Santana: PPPG, p. 106-109.

En60.º Congresso Nacional de Botânica, Feira de Santana. Botânica Brasileira: Futuro e Compromissos. Salvador: EDUNEB, 2009
* PIMENTA, K. M.; OLIVEIRA, R. P. Levantamento da Subfamilia Bambusoideae (Poaceae) na Reserva Ecológica da Michelin, Igrapiúna, Bahia
- Ferreira F. M.; MOTA A. C.; PIMENTA, K. M.; DÓREA, C. D.; OLIVEIRA, R. P. Bambuseae (Poaceae: Bambusoideae) da Bahia, Brasil: informaões atualizadas sobre diversidade e ocorrência no Estado

- PIMENTA, K. M.; OLIVEIRA, R. P. 2008. Estudos taxonômicos no gênero Ichnanthus P.Beauv. (Poaceae: Paniceae) na Reserva Ecológica da Michelin, Igrapiúna, Bahia. In: XII Seminário de Iniciação Cientifica da Uefs, Feira de Santana, p. 5-8

## Honores[2]

### Membresías
- Sociedad Botánica de Brasil (SBB)[6]

### Revisora de periódicos
- 2013 - actual. Periódico: Systematic Botany